# Гризун Вадим Федорович
Вадим Федорович Гризун — підполковник Збройних сил України, учасник російсько-української війни, що відзначився під час російського вторгнення в Україну в 2022 році.

## Життєпис
Вадим Гризун народився у листопаді 1978 року у місті Бахмачі на Чернігівщині. Після закінчення Бахмацької ЗОШ №1, вступив до Сумського артилерійського училища. Потім продовжив службу у Білій Церкві. Обіймав посаду заступника командира 72-ї окремої механізованої бригади імені Чорних Запорожців. Разом з підрозділом бригади під час АТО на сході України в 2014 році обіймав посаду командира дивізіону самохідних гаубиць 2С1. Брав участь у боях за Зеленопілля, Савур Могилу, керував виводом військ із смертоносного Іловайського котла..

## Нагороди
- орден Богдана Хмельницького III ступеня (2022) — за особисту мужність і самовіддані дії, виявлені у захисті державного суверенітету та територіальної цілісності України, вірність військовій присязі[2].